# Milcenos

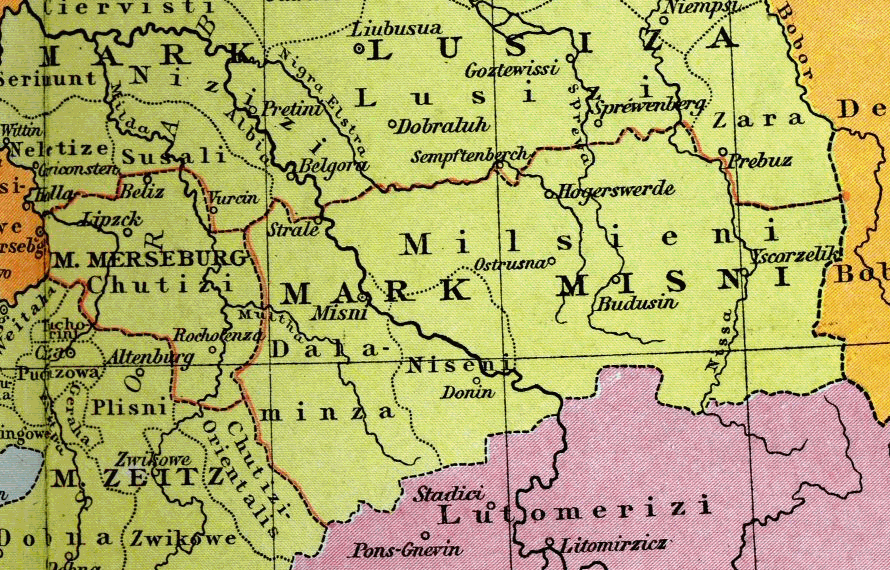
Tierras de los Milsieni en la Marca de Meissen, Gustav Droysen, 1886

Los Milcenos, Milceni o Milzeni (en checo: Milčané; en alemán: Milzener; en polaco: Milczanie) fueron un tribu eslava occidental que se estableció en la actual Alta Lusacia. Fueron mencionados por primera vez a mediados del siglo IX por el Geógrafo Bávaro, que habla de 30 civitates que posiblemente tenían fortificaciones. Fueron gradualmente conquistados por alemanes durante el siglo X. Modernos descendientes de los Milceni son los Sorabos del estado alemán de Sajonia.

## Historia
Los Milceni llegaron a la Alta Lusacia en el siglo VII durante el periodo de las migraciones eslavas. El área de establecimiento era un terreno de loess de unos 50 km de este a oeste y unos 20 de norte a sur. El límite norte era una zona pantanosa y poco fertile, mientras que el límite sur eran las montañas del Lausitzer Bergland. Las colinas de Burkau junto a Kamenz o el río Pulsnitz formaban el borde occidental, mientras limitaban con el de los Besunzane en el este por el río Kwisa.
El castillo Ortenburg de Bautzen está construido alrededor de fortificaciones originalmente construidas por los Milceni. Carlos el Joven, hijo de Carlomagno, derrotó a los Milceni y quemó sus fortalezas en 806. El rey alemán Enrique el Pajarero derrotó a los milceni en 932 y exigió su conversión al cristianismo, aunque con un éxito parcial. El emperador Otón I del Sacro Imperio Romano Germánico derrotó a los lusacianos en 963 y los colocó bajo el gobierno del margrave Gerón I. Lois Milceni fueron finalmente subyugados por el margrave Ekkehard I de Meissen ca. 990 que incorporó su territorio al Sacro Imperio Romano-Germánico. 
Los Milcenos fueron gradualmente germanizados o se mezclaron con los lusacianos de la Baja Lusacia en el grupo étnico Sorbio.
Durante los siglos X a XII, la región de Bautzen fue conocida en fuentes escritas (por ejemplo Thietmar de Merseburg) como región Milsca, seguida por  Tierra de Budissin. En polaco, la Alta Lusacia se conocía como Milsko hasta el siglo XV. Los milceni son también mencionados en el siglo XII en la "Canción de Roldán".